# Нимфоманка
 Тази статия е за филма.  За психологическото състояние вижте Хиперсексуалност.  
„Нимфоманка“ (на английски: Nymphomaniac) е филм от 2013 година, драма на режисьора Ларс фон Триер по негов собствен сценарий, продукция на компании от Дания, Германия, Франция и Белгия.
Главните роли се изпълняват от Шарлот Генсбур, Стелан Скарсгорд, Стейси Мартин, Шая Лабъф. Поради голямата си дължина „Нимфоманка“ е разпространен в кината разделен на 2 самостоятелни части.

## Сюжет
Филмът описва историята на жена, чиято хиперсексуалност се отразява драматично на социалния, емоционалния и професионалния ѝ живот. 

## В ролите
| Актьор            | Роля                   |
| ----------------- | ---------------------- |
| Шарлот Генсбур    | Джо (на възраст 35-50) |
| Стейси Мартин     | Джо (на възраст 15-31) |
| Стелан Скарсгорд  | Селигман               |
| Шая Лабъф         | Жером Морис            |
| Крисчън Слейтър   | Бащата на Джо          |
| Джейми Бел        | К                      |
| Ума Търман        | г-жа Х                 |
| Уилем Дефо        | Л                      |
| Миа Гот           | П                      |
| Софи Кенеди Кларк | Б                      |
| Кони Нилсен       | Катрин, майката на Джо |
| Мишел Пас         | Жером, като възрастен  |
| Жан-Марк Бар      | джентълмена длъжник    |
| Удо Киер          | Сервитьора             |